# Bonnevaux-le-Prieuré
Bonnevaux-le-Prieuré era una comuna francesa situada en el departamento de Doubs, de la región de Borgoña-Franco Condado, que el uno de enero de 2016 pasó a ser una comuna delegada de la comuna nueva de Ornans al fusionarse con la comuna de Ornans.

## Demografía
| Gráfica de evolución demográfica de Bonnevaux-le-Prieuré entre 1800 y 2013 |
|                                                                            |

Los datos demográficos contemplados en este gráfico de la comuna de Bonnevaux-le-Prieuré se han cogido de 1800 a 1999 de la página francesa EHESS/Cassini, y los demás datos de la página del INSEE.